# Prado de Irache
Prado de Irache es un Vino de Pago procedente de Navarra, solo aplicable a vinos tintos. 
La superficie de viñedo establecida en el pago Prado Irache es de 16,58 ha distribuidas en parcelas de término municipal de Ayegui y están situadas a menos de mil metros de la bodega, separadas únicamente por carretera nacional y camino vecinal, formando todas ellas un mismo conjunto.

## Variedades aptas
- Tintas: Tempranillo, Cabernet Sauvignon, Merlot, Mazuelo, Graciano y Garnacha.

## Características organolépticas de los vinos
- Tinto Merlot: cereza madura, alta intensidad colorante. Complejo y elegante en nariz. Fruta negra, madera de bosque. En boca amplio, taninos redondos y fuerte estructura. En crianza matices especiados, denso y elegante.
- Tinto Cabernet Sauvignon: granate oscuro. Alta intensidad colorante. Nariz compleja, notas asilvestradas, trufas, moras. Boca amplia, tanino redondo y toque dulzón, sabroso. Muy buena estructura, final largo y elegante. En crianza notas especiadas y minerales.
- Tinto Tempranillo: rojo rubí, notas moradas. Intensidad media-alta. Nariz frutal, recuerdos a regaliz, algún toque de fruta negra. En crianza notas especiadas y tanino dulce muy sabroso.
- Tinto Garnacha: granate, tonos morados. Intensidad media. Nariz muy frutal, recuerdos fresa y frambuesa, muy goloso en boca son tanino no muy intenso pero muy expresivo. En crianza notas muy especiadas tanino ligeramente secante pero agradable.
- Tinto Mazuelo: rubí, con toque violáceo. Intensidad media. Nariz frutal con notas silvestres. En boca es fresco, notas cítricas pero elegante. Estructura media y sabroso. En crianza da notas muy especiadas y tanino redondo.
- Tinto Graciano: Cereza madura. Intensidad alta. Nariz no muy intensa pero compleja, frutal con recuerdos a tierra y notas herbáceas que le dan complejidad aromática. En boca es ligeramente ácido, amplio y sabroso. En crianza es especiado y tanino ligeramente secante.